# التصويت بعدم الثقة لحكومة جمهورية التشيك 2015
التصويت بعدم الثقة لحكومة جمهورية التشيك 2015 انعقد برلمان جمهورية التشيك لحجب الثقة عن حكومة جمهورية التشيك الحالية برئاسة رئيس الوزراء بوهوسلاف سوبوتكا يوم الثلاثاء 26 مايو 2015.
بدأ التصويت بسبب مخاوف المعارضة بشأن تضارب المصالح من جانب وزير المالية أندريه بابيس. دعت ثلاثة أحزاب سياسية معارضة هم: الحزب الديمقراطي المدني وتوب 09 والفجر - الائتلاف الوطني في 21 مايو 2015 كخطوة ضد وزير المالية في جمهورية التشيك أندريه بابيش.

## النتيجة
لم ينجح التصويت بحجب الثقة عن الحكومة حيث أيد 47 مشرعًا فقط سحب الثقة عندما كانت هناك حاجة إلى 101. صوت 105 نائباً ضد سحب الثقة وامتنع 32 نائباً عن التصويت. ولم يحضر 16 نائبا اجتماع مجلس النواب.